# 25 Pułk Piechoty (austro-węgierski)

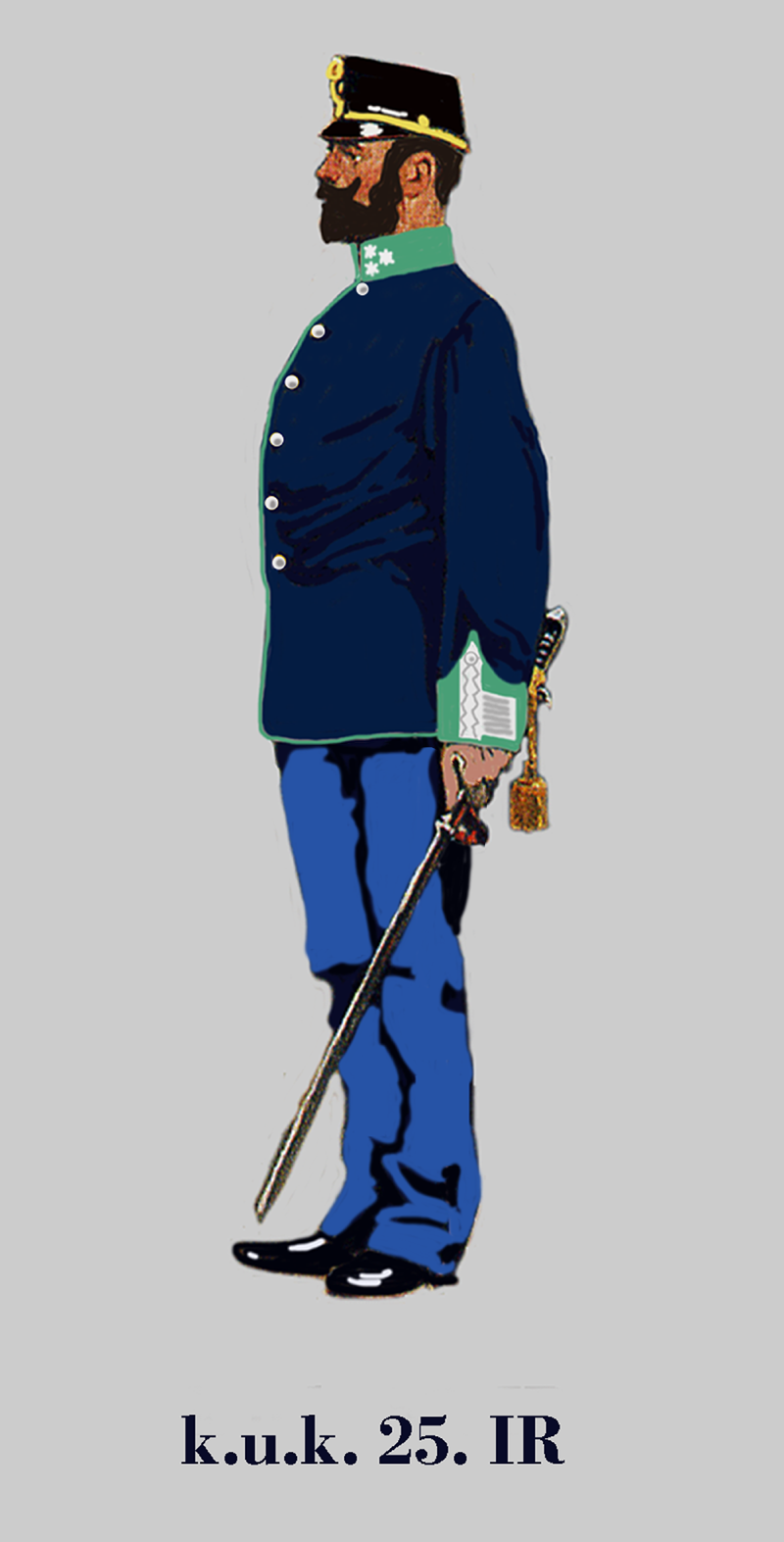
Kapitan IR. 25 w mundurze służbowym

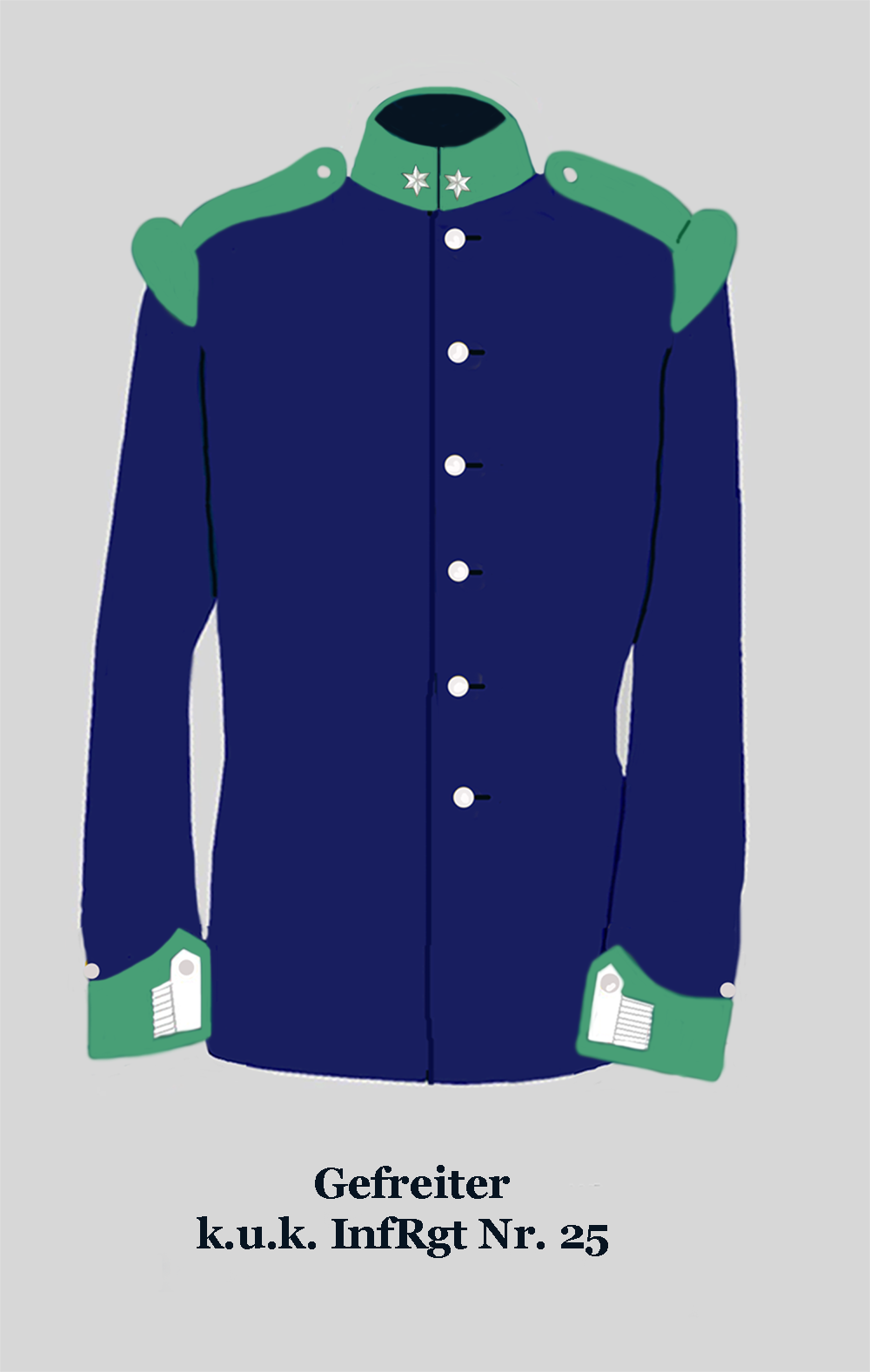
Kurtka munduru gefrajtra IR. 25

Węgierski Pułk Piechoty Nr 25 (IR. 25) – pułk piechoty cesarskiej i królewskiej Armii. 

## Historia pułku
Pułk kontynuował tradycje pułku utworzonego w 1672 roku.
Okręg uzupełnień nr 25 Łuczeniec (ówcześnie węg. Losoncz) na terytorium 6 Korpusu.
Swoje święto obchodził 21 maja, w rocznicę bitwy pod Aspern stoczonej w 1809 roku.
Kolory pułkowe: Popielaty (aschgrau), guziki srebrne.
Skład narodowościowy w 1914 roku 56% – Węgrzy, 41% – Słowacy.
W 1873 roku sztab pułku znajdował się w Pradze, natomiast komenda rezerwowa i stacja okręgu uzupełnień w Łuczeńcu.
W 1889 roku pułk stacjonował w Wiedniu z wyjątkiem 1. batalionu, który załogował w Łuczeńcu.
W 1901 pułk (bez 2. batalionu) został przeniesiony do Łuczeńca i włączony w skład 53 Brygady Piechoty należącej do 27 Dywizji Piechoty, natomiast 2. batalion został detaszowany do Goražde i podporządkowany komendantowi 8 Brygady Górskiej należącej do 1 Dywizji Piechoty.
W latach 1908–1914 pułk stacjonował w Łuczeńcu, z wyjątkiem 4. batalionu, który był detaszowany w Goražde.
W 1914 roku pułk wchodził w skład 53 Brygady Piechoty należącej do 27 Dywizji Piechoty, natomiast detaszowany 4. batalion był podporządkowany komendantowi 7 Brygady Górskiej należącej do 1 Dywizji Piechoty.
W 1914 roku, w czasie I wojny światowej, pułk walczył z Rosjanami w Galicji. Żołnierze pułku są pochowani m.in. na cmentarzach wojennych nr: 145 Gromnik i 192 Lubcza.

## Właściciele i szefowie pułku
Kolejnymi właścicielami i szefami pułku byli:
- FM Johann Carl Serenyi (1672 – †1690),
- FML Franz Julius von Zedtwitz (1808),
- FZM Thiery de Vaux (1809 – †4 IV 1820)
- FZM Werner von Trapp (1823 – †1842),
- FZM Gustav von Wocher zu Oberlochau und Hausen (1842 – †25 III 1858),
- FML Johann Heinrich Anton Fidel Salis-Zizers (†3 VI 1858),
- tytularny FZM Lazarus von Mamula (1858 – †12 I 1878),
- tytularny FZM Vinzenz Pürcker von Pürkhain (1878 – †15 V 1901),
- generał kawalerii Hermann von Pokorny (od 1901)[1].

## Żołnierze
Komendanci pułku
- płk Emanuel Fritsch (1873[3] – 1874 → komendant 2 Brygady Piechoty XXIX Dywizji Piechoty[7])
- płk Adolpf Lang von Waldthurm (1874[8] – )
- płk Gustav Basler ( – 1899 → komendant 63 Brygady Piechoty[9])
- płk Karl Leeb (1899[4] – 1904 → komendant 2 Brygady Górskiej[10])
- płk Paul Lippa (1904[11] – 1 V 1907 → stan spoczynku w stopniu tytularnego generała majora)
- płk Rudolf Braun (1907 – 1911 → komendant twierdzy Trebinje[12])
- płk Ladislaus Horváth (1911[13] – 1914[1] → komendant 27 Brygady Piechoty)

Oficerowie pułku
- płk Antoni Capiński